# فارس جابلخير
 فارس جابلخير  (1975 الجزائر) هو لاعب كرة قدم جزائري.

## روابط خارجية
- فارس جابلخير على موقع قاعدة بيانات كرة القدم.إي يو (الإنجليزية)
- فارس جابلخير على موقع ناشيونال فوتبول تيمز (الإنجليزية)